# Opiomeloe flavipennis
Opiomeloe flavipennis es una especie de coleóptero de la familia Meloidae.

## Distribución geográfica
Habita en Colombia.